# Шпецле

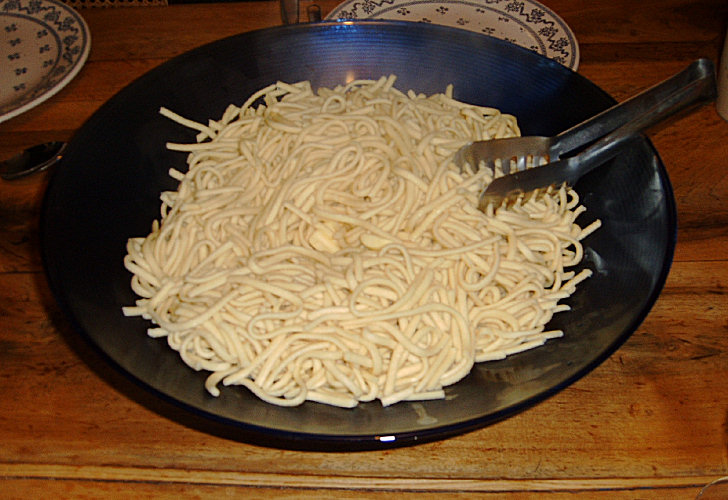
Шпецле промислового виготовлення

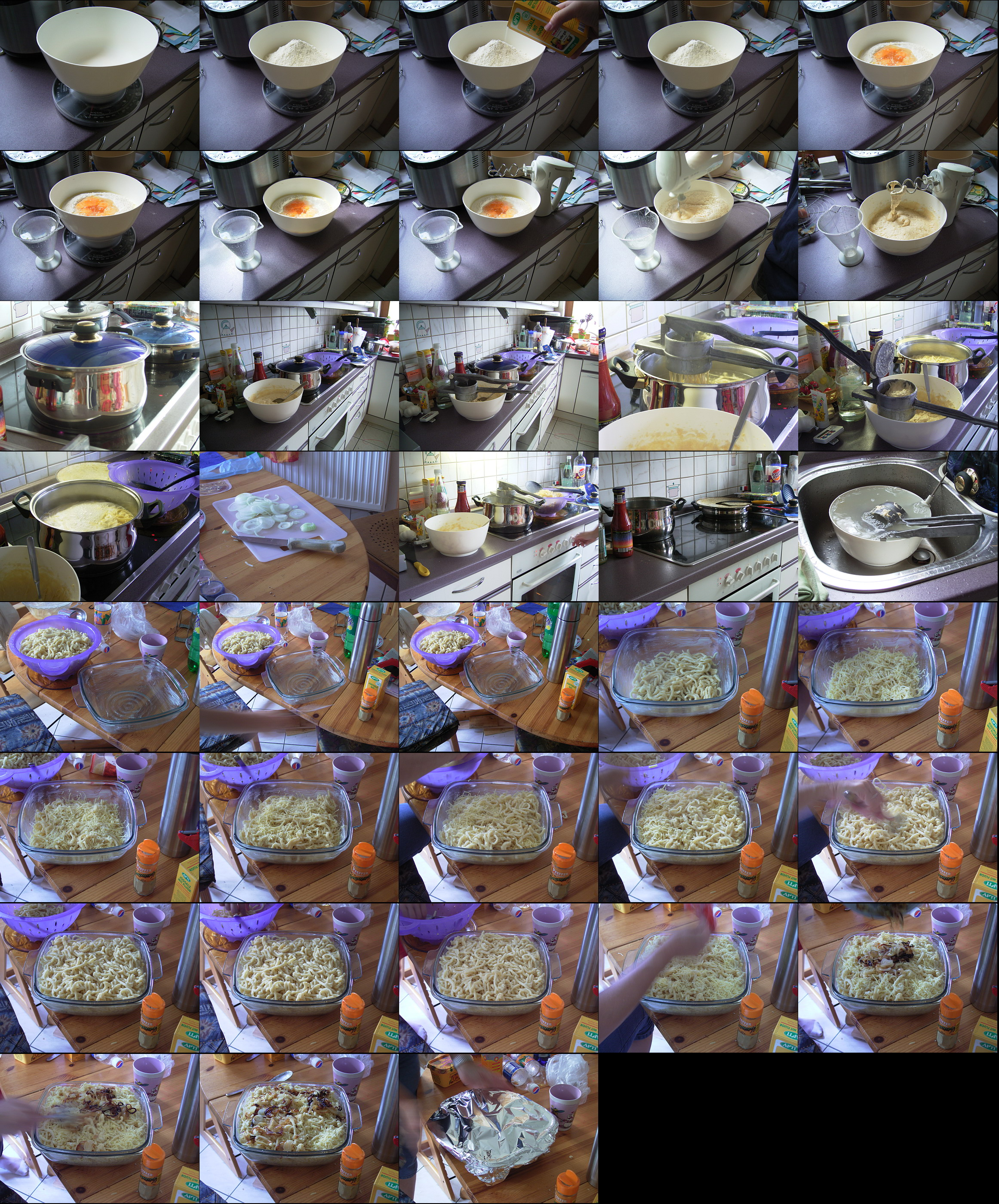
Приготування шпецле

Шпецле (нім. Spätzle) — швабський та алеманський різновид макаронних виробів. Буває круглої — «кнепфле» (Knöpfle) і довгастої форми «шпатцен» (Spatzen). Поширені в Німеччині і прилеглих країнах (Швейцарії, Австрії, Франції — Ельзас і Лотарингія). Використовується як гарнір до основних страв, а також, з різними добавками (сир та інше), як самостійна окрема страва.
Шпецле є різновидом яєчних макаронів неправильної форми з грубою, пористою поверхнею, форма яких варіюється між тонкою і товстою, довгою і короткою. Єдиний вид макаронних виробів, який вариться прямо під час виробництва. Сире тісто вичавлюється через перфоровані пластини, або зішкрябується зі спеціальної дощечки в окріп.